# Lukas Grünenwald

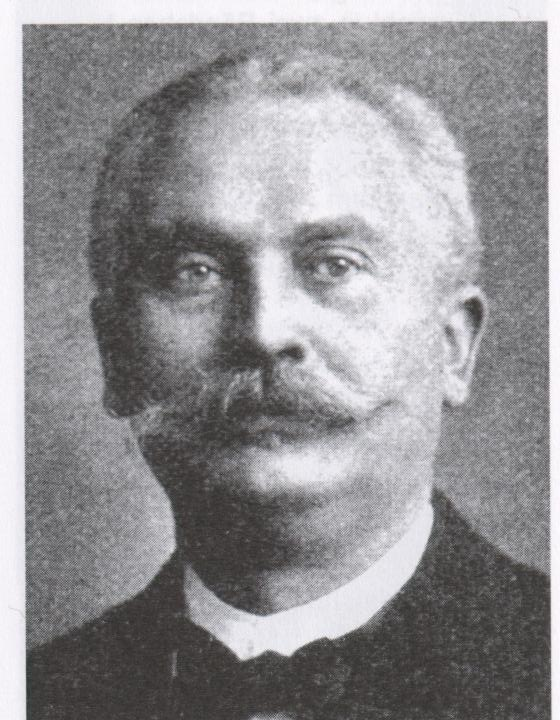
Lukas Grünenwald

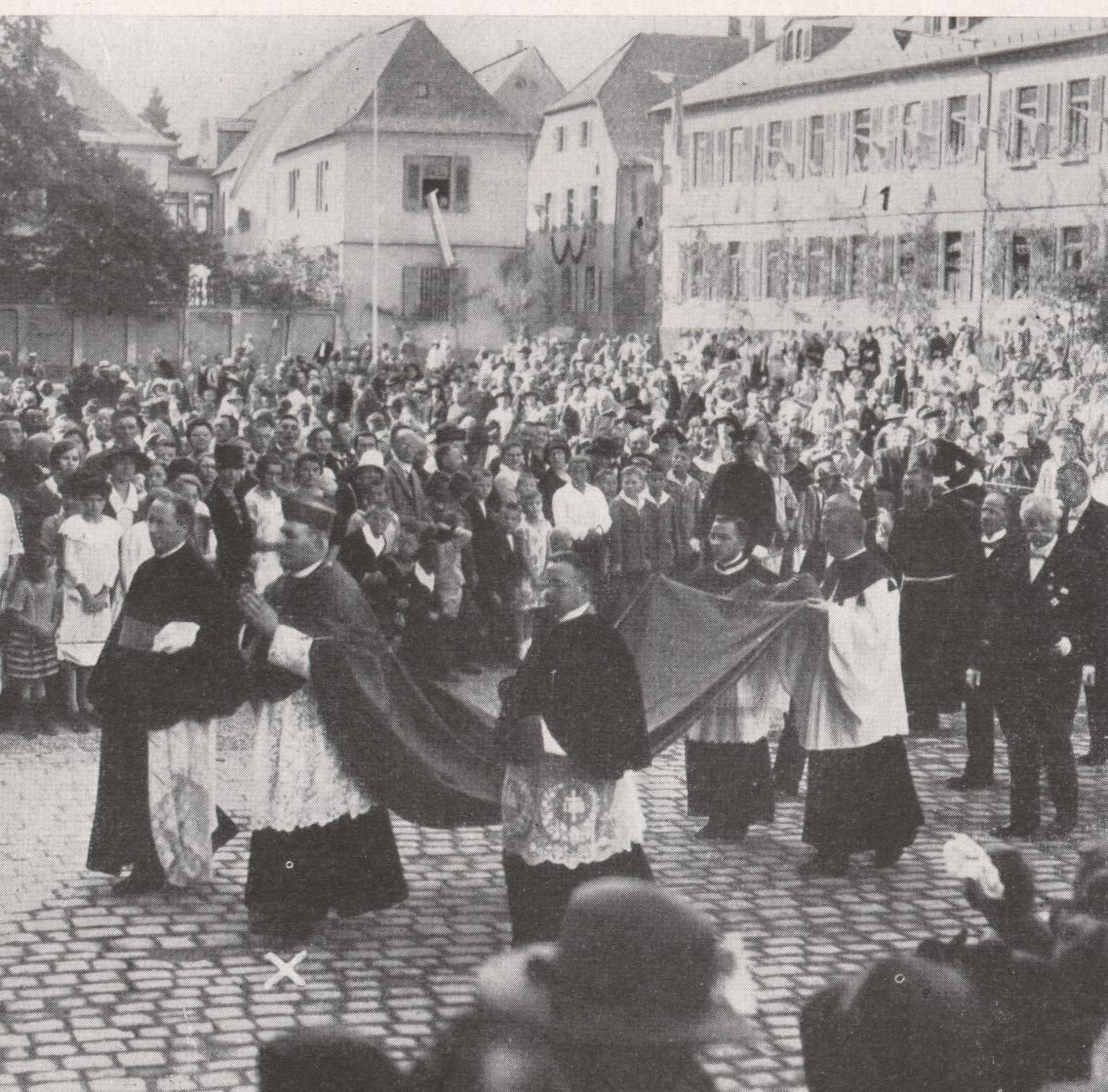
Kardinal Michael von Faulhaber (mit x) 1925, beim Einzug in den Speyerer Dom; dahinter, am rechten Bildrand, mit Orden auf der Brust, Grünenwald als Kirchenverwaltungsmitglied der Dompfarrei

Lukas Grünenwald (* 5. Februar 1858 in Dernbach (Pfalz); † 29. Januar 1937 in Speyer) war ein Gymnasiallehrer, der sich als Heimatforscher intensiv mit der Geschichte der Pfalz befasste.

## Leben
Der Südpfälzer Grünenwald besuchte die Lateinschule in Annweiler am Trifels und das Gymnasium in Landau in der Pfalz. Den Militärdienst leistete er als Einjährig-Freiwilliger beim 9. Infanterie-Regiment „Wrede“ in Würzburg. Dort studierte er auch klassische Philologie sowie Geschichte; vollendete seine Studien mit dem Staatsexamen in München und wurde später promoviert. In Würzburg trat er der katholischen Studentenverbindung Normannia im KV bei.
Am 1. April 1885 begann der Pädagoge seine berufliche Tätigkeit als Gymnasialassistent in Speyer. Dann versetzte man ihn nach Neustadt an der Haardt an die Königliche Studienanstalt, wo er am 1. Januar 1889 zum Gymnasiallehrer avancierte. 1895 ging er nach Speyer zurück. Hier wurde er 1898 Gymnasialprofessor, 1913 Konrektor und am 1. September 1918 Rektor und Schulleiter. Zum 1. April 1920 erfolgte die Beförderung zum Oberstudienrat, am 1. August des gleichen Jahres zum Oberstudiendirektor. Mit Wirkung vom 1. April 1923 trat Grünenwald in den Ruhestand. Seine Heimatgemeinde Dernbach ernannte ihn am 11. Dezember 1925 zu ihrem Ehrenbürger. Er gehörte dem Kirchenvorstand der Speyerer Dompfarrei an (Fabrikrat).
Grünenwald wurde er am 1. Februar 1937 in Speyer begraben. An der Beerdigung nahmen Bischof Ludwig Sebastian und Mitglieder des Domkapitels sowie der Speyerer Oberbürgermeister Karl Leiling teil. 

## Heimatgeschichtliche Tätigkeit

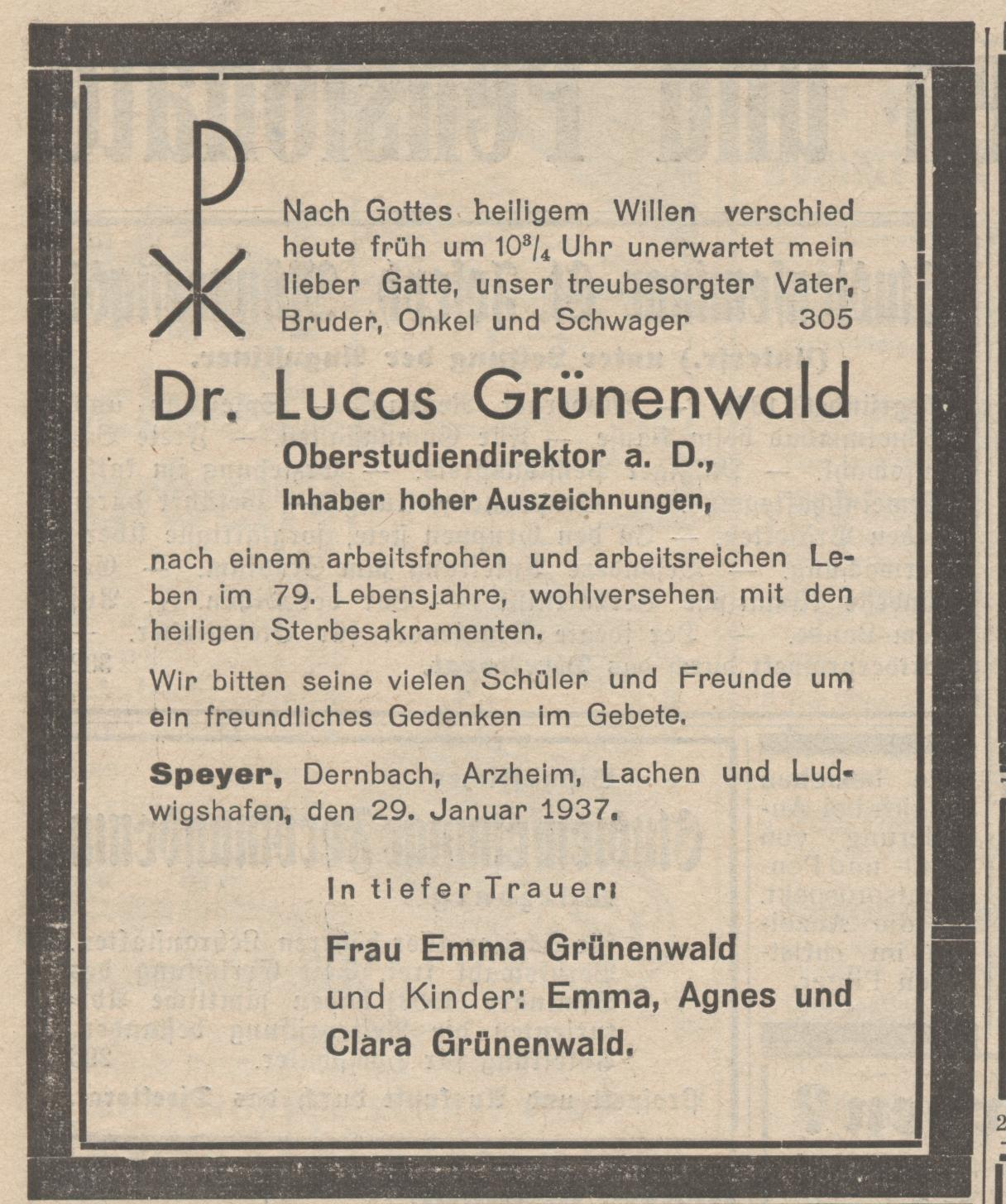
Todesanzeige von Grünenwald, „Der Pilger“, Speyer 1937

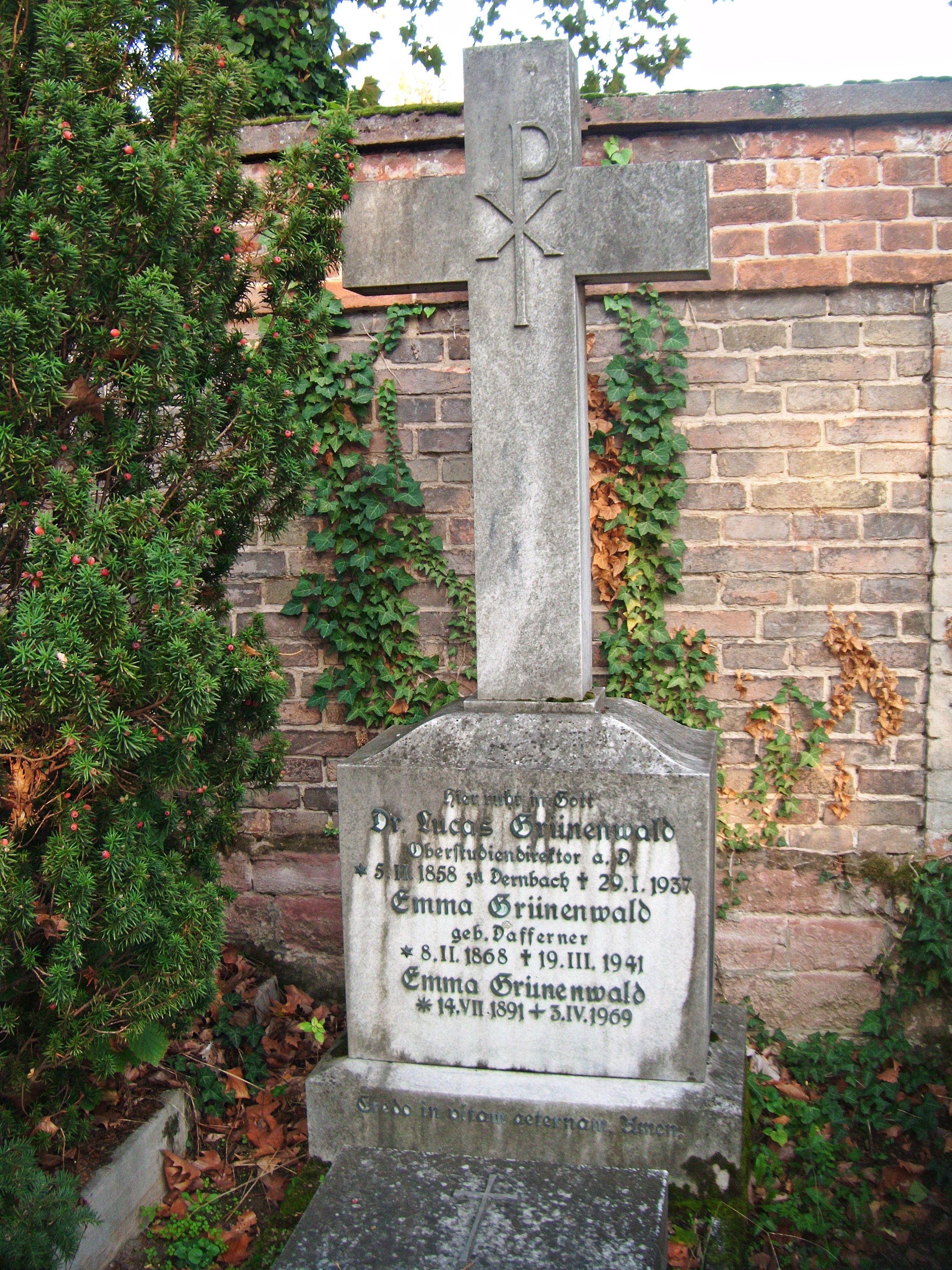
Grab auf dem Friedhof Speyer

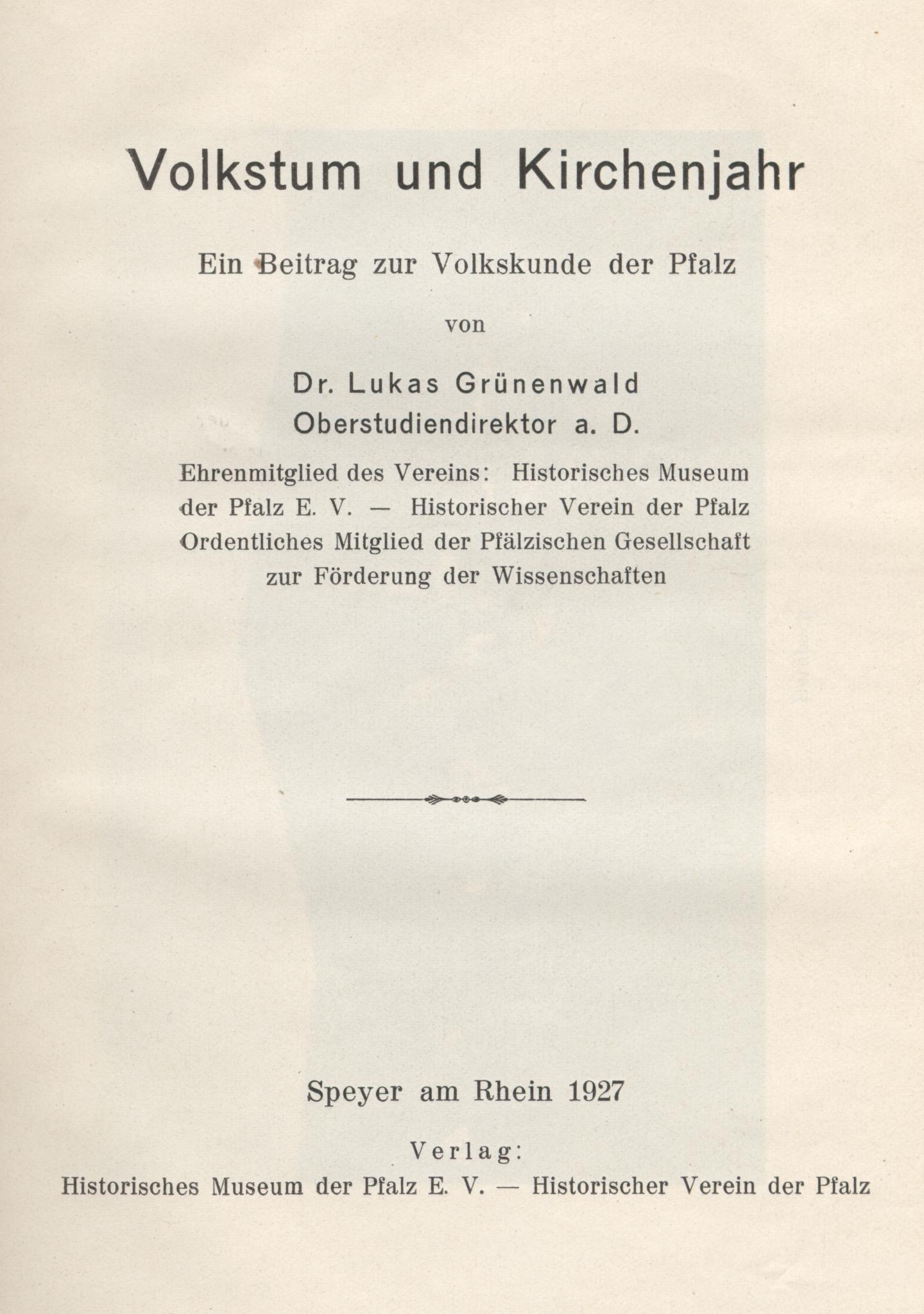
Titelblatt einer Broschüre von Grünenwald

Grünenwald war historisch sehr interessiert und als Heimatgeschichtler tätig. Er zählte zu den Mitbegründern des Speyerer Museumsbauvereins, von 1896 bis 1903 wirkte er als Konservator am Historischen Museum der Pfalz. Der Lehrer gehörte viele Jahre dem Vorstand des Historischen Vereins der Pfalz an, 1903 wurde ihm dort die Ehrenmitgliedschaft verliehen; als ordentliches Mitglied wirkte er in der Pfälzischen Gesellschaft zur Förderung der Wissenschaften. Grünenwald verfasste Beiträge für die heimatgeschichtlichen Publikationen Pfälzisches Museum, Palatina und Mitteilungen des Historischen Vereins der Pfalz. Bei der Zeitschrift Pfälzisches Museum betätigte er sich von 1889 bis 1896 als Schriftleiter. Außerdem verwaltete der Lehrer von 1907 bis 1914 als Bibliothekar die Gymnasial- und Kreisbibliothek in Speyer, die später den Grundstock für die heutige Landesbibliothek bildete. 
Grünenwald hielt zahllose lokalhistorische Vorträge, schrieb mehr als 200 Buchrezensionen und mindestens ebenso viele Beiträge zu allen Gebieten der Heimatgeschichte. Zu seinen Spezialgebieten zählten die pfälzische Kirchengeschichte und das Volksbrauchtum sowie alte Handwerke. Eine interessante Beschreibung gab er beispielsweise über das Aschenbrennen in den heimatlichen Wäldern ab, das er noch aus eigener Anschauung kannte.
Grünenwald war befreundet mit dem heimatgeschichtlich ebenfalls interessierten Pfarrer Heinrich Georg Rung, seinem Normannia-Bundesbruder aus der gemeinsamen Würzburger Studentenzeit, mit dem er auch den gleichen Geburtsort teilte. Ihm hielt er am 25. Februar 1931, in Anwesenheit von Bischof Ludwig Sebastian von Speyer und des pfälzischen Regierungspräsidenten Theodor Pfülf, auf dem Ramberger Friedhof die Grabrede.

## Nachlass
Der wissenschaftliche Nachlass des Heimatforschers befindet sich im Verbandsgemeindearchiv Annweiler.

## Gedenken
Anlässlich des 150. Geburtstags von Grünenwald fand 2008 in seinem Heimatdorf Dernbach ein offizieller Festakt statt. Nach ihm benannt wurde der Dr.-Lukas-Grünenwald-Platz.

## Schriften
(Auswahl – oft als Artikel in Zeitschriften, öfter auch als Separatabdrucke oder Broschüren erschienen)
- Wittelsbachische Denkmäler und Jahrgedächtnisse in der Stiftskirche zu Neustadt.
- Ein Hinterpfälzer Festkalender.
- Pfalzgraf Johann Kasimir und die Gänsefüßer von Neustadt a. H.
- Volkstum und Kirchenjahr.
- Das wundertätige Muttergottesbild im alten Dome zu Speyer.
- Karl Theodors wunderbare Genesung durch die Wallfahrt der Pfälzer nach Oggersheim 1743.
- Die Bücher und Handschriften des alten Speyerer Domstifts.
- Die Ausgrabungen am Dome zu Speyer.
- Schenkungen der salischen Kaiser an Stadt und Kirchen zu Speyer.
- Die Herrschaft Scharfeneck an der Queich.
- Urkunden und Bodenfunde zur Frühgeschichte der Pfalz.
- Die Speyerer Handschriften des Itinerarium Antonini, der Notitia dignitatum und der römischen Weltkarte.[3]
- Die Gründungsdiplome der pfälzischen Buchhandlungen und Buchdruckereien 1835–1870. Ein Beitrag zur Pfälzischen Kreisbibliothek.
- Die Goldene Handschrift von Speyer.[4]